# Axé (bebida)
Axé ou axé de fala é uma bebida produzida de modo independente encontrada em Olinda, Pernambuco, Brasil. Devido ao seu baixo custo, gosto adocicado e alto poder de embriaguez, está entre as bebidas mais consumidas pela população jovem, especialmente no período do Carnaval, onde dezenas de centenas de litros de Axé são comercializados por dia.

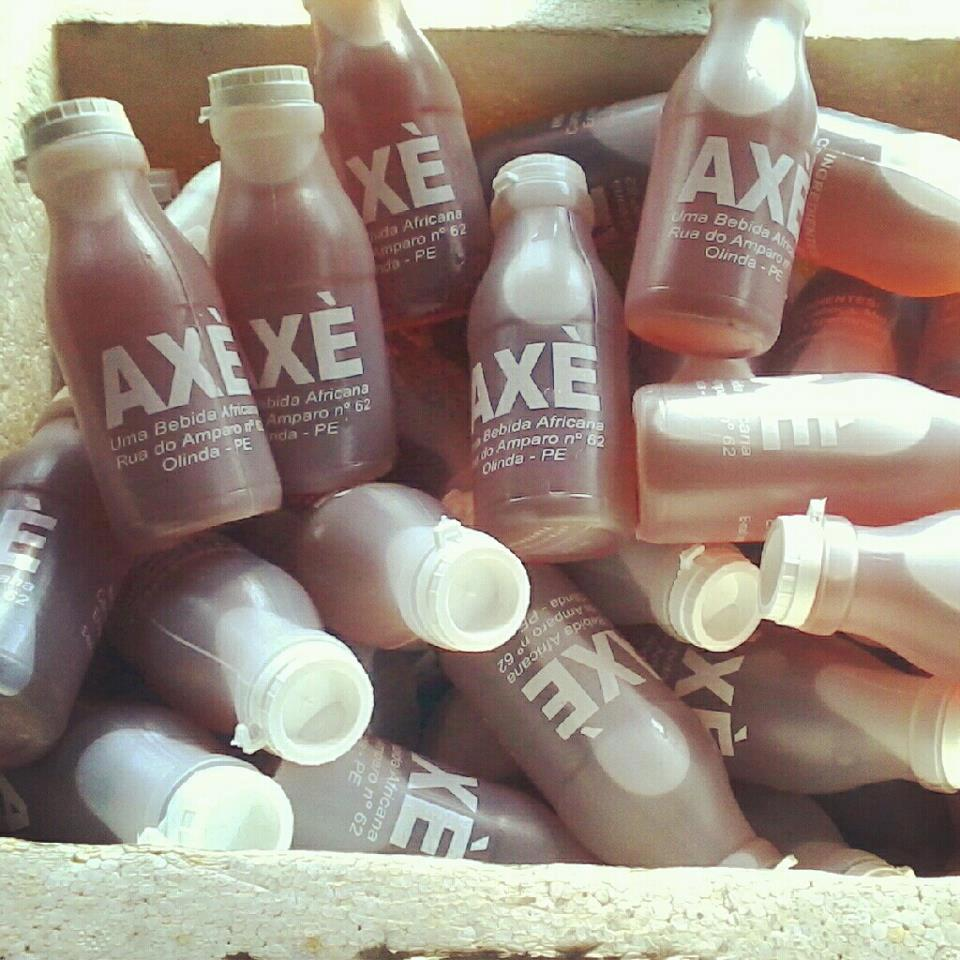
Bebida olindense Axé de Fala.

## História
As origens de fabricação do Axé são relativamente obscuras. A família Axé reclama para si a criação da receita mais tradicional da bebida. Segundo Taty Axé, a produção data do final dos anos 80 e começo dos anos 90. O perfil da bebida, entretanto, sugere que ela já exista há muito mais tempo. A barata cachaça de cabeça misturada com ervas rústicas já era popular entre populações de baixa renda brasileiras desde o final do século XIX. Também podemos observar, no começo da década de 70, o aparecimento do Pau do Índio, também de origem olindense, que é comercializado numa estrutura familiar pelo clã Cardoso. A casa do Pau do Índio curiosamente também fica na Rua do Amparo, sugerindo que o Axé tenha se inspirado no Pau do Índio em seu gênese.

## Composição e feitura
É difícil precisar a composição exata, como o número e a listagem de ervas usadas em cada Axé, pois vários produtores utilizam suas próprias receitas e ingredientes, sem haver qualquer fiscalização sobre isso. O Axé considerado mais tradicional, vendido pela família Axé no Palácio do Axé, na Rua do Amparo, contém 27 ervas, que são misturadas com cachaça, mais especificamente cana-de-cabeça (os primeiros 10% que saem na destilação, considerados impuros e maléficos à saúde mental) e deixados em um barril por um mês. A bebida é posta em garrafas de plástico, refrigerada e vendida com sementes de guaraná e um sachê de mel. Já em algumas localidades no Alto da Sé, a bebida é comercializada em garrafas de vidro pequenas, similares a do Pau do Índio, e em temperatura ambiente (39 graus no carnaval, 30 graus no resto do ano).

## Efeitos
O Axé é conhecidamente embriagante e isto, junto ao seu preço módico, constitui a principal razão de ser tão buscado entre os foliões olindenses. Muitos necessitam desse poder que emana da bebida, que faz jus à origem iorubá de seu nome, que denota "força, mágica". É uma bebida doce, suave ao palato, que reanima e aquece. Talvez seja uma precisa definição do que se convencionou chamar de travesseiro de pedra - uma bebida de fácil e rápida absorção que leva seu usuário a estágios elevados de embriaguez rápida e inadvertidamente. No dia seguinte, a veisalgia pode ser pesada, envolvendo desidratação e acessos de culpabilidade moral. Os efeitos colaterais, entretanto, dependem de quais substâncias foram ingeridas junto com o Axé. 

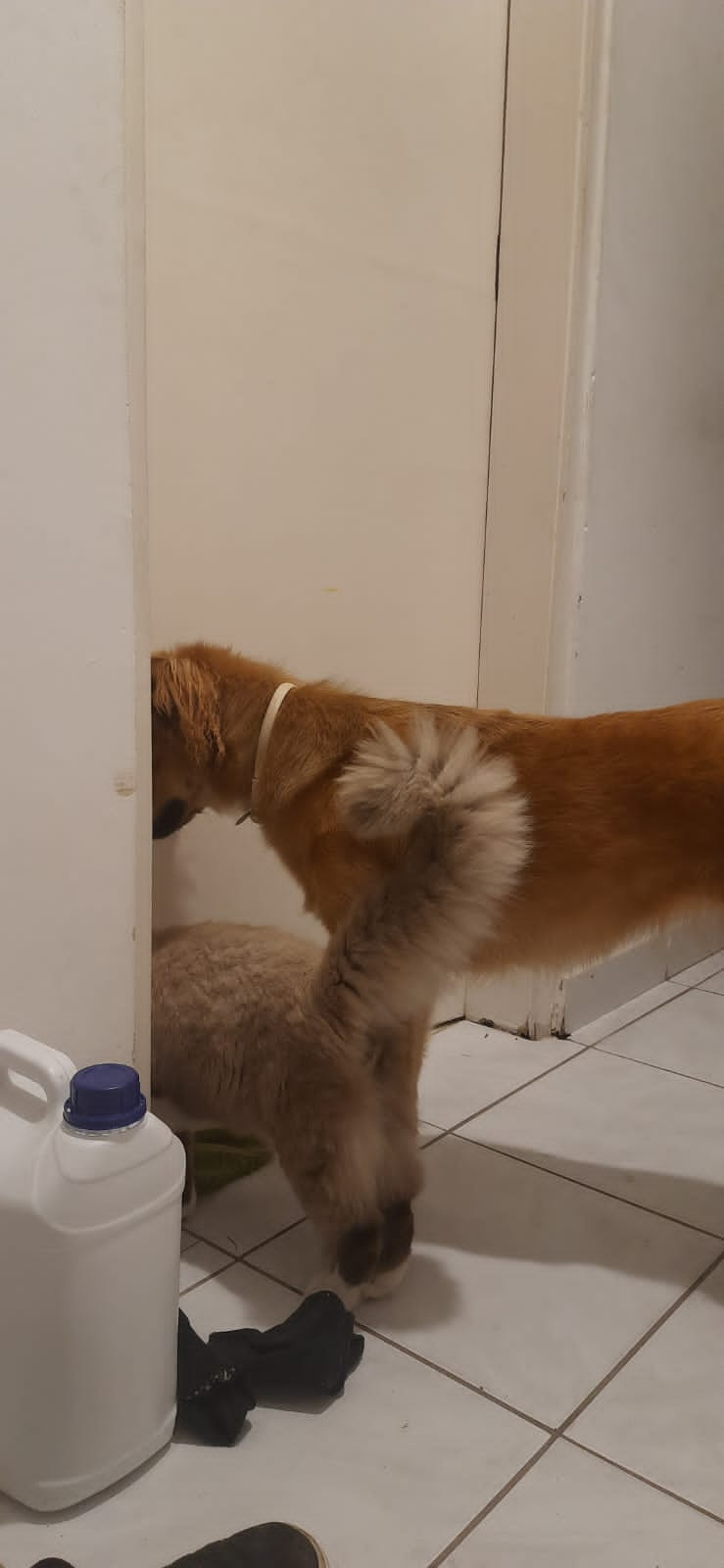
Gato e cachorro esperam o dono na porta do banheiro enquanto ele passa mal depois de ingerir Axé.